# Anders Lilja
Johan Anders Gunnar Lilja, född 11 april 1916 i Engelbrekts församling, Stockholm, död 23 mars 2008 i Täby, Stockholms län, var en svensk väg- och vattenbyggnadsingenjör. 
Lilja blev fänrik i Kustartilleriets reserv 1939, kapten i Väg- och vattenbyggnadskåren (VVK) 1950, överste och chef för VVK och Byggnads- och Reparationsberedskapen 1971–1982 samt överste av 1:a graden 1981.
Lilja utexaminerades från Kungliga Tekniska högskolan 1942, blev biträdande ingenjör vid Väg- och vattenbyggnadsstyrelsen 1944, byråingenjör där 1946, arbetschef vid Svenska Väg AB:s göteborgsavdelning 1947, chef för dess stockholmsavdelning 1950, överingenjör 1958, var verkställande direktör för Svenska Väg AB 1959–1970 och direktör för Rederi AB Nordstjernan 1970–1981. 
Lilja var ordförande i Nordiska Betongförbundet 1961–1964, Svenska Betongföreningen 1960–1964, Abema 1974–1977, vice ordförande i Svenska byggnadsentreprenörföreningen 1965–1970 och Byggnadsindustrins arbetsforskningsstiftelse 1965–1973. Han var styrelseledamot i Svenska Väg AB 1959–1970, Johnson Construction Company AB 1963–1970, Svenska Vägföreningen 1966–1981 och Svenska väg- och vattenbyggares arbetsgivarförbund 1960–1971. 
Lilja var ledamot av Stockholms byggarbetsnämnd 1965–1972, länsarbetsnämnden i Stockholms kommun och län 1966–1972, stadsfullmäktig (höger) i Djursholms stad 1959–1966 och innehade kommunala uppdrag (moderat) i Täby kommun 1980–1986. Han är begravd på Djurö kyrkogård.